# Marion Merrell Dow

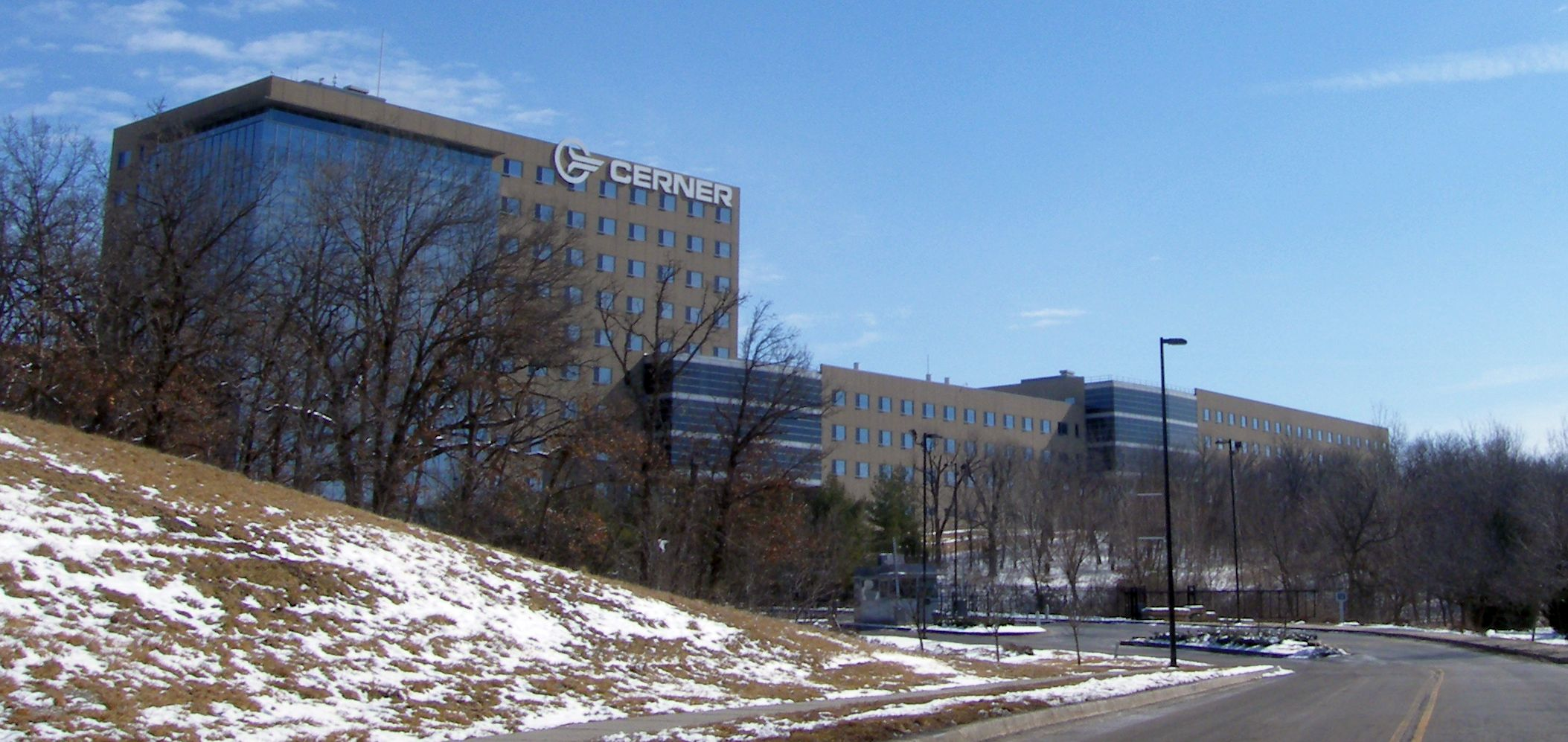
Laboratorios Marion en la actualidad

Marion Merrell Dow y su predecesor Laboratorios Marion fue una compañía farmacéutica estadounidense con sede en Kansas City, Misuri desde 1950 hasta 1996. La empresa estaba especializada en llevar al mercado medicamentos descubiertos, pero no comercializados, por otras empresas como Cardizem (que reduce la acumulación de calcio), Carafate (un tratamiento para la úlcera péptica), Gaviscon (un antiácido), Seldane (antihistamínico), Nicorette (goma de mascar antitabaquismo) y enjuague bucal Cepacol. La compañía fue un trampolín para que su fundador Ewing Marion Kauffman iniciara el equipo de béisbol Kansas City Royals.

## Historia

### Richardson-Merrell
Las raíces de la compañía se remontan a 1828, cuando William S. Merrell abrió la Western Market Drug Store en el centro de Cincinnati, Ohio. Merrell se expandió en el negocio de las ventas al mayoreo. Después de su muerte en 1880, sus hijos formaron la William S. Merrell Chemical Company. En la década de 1930 se fusionó con una empresa iniciada por Lunsford Richardson para convertirse en Richardson-Merrell. El producto más notable de Richardson fue Vicks Vaporub (nombrado en honor de su cuñado el doctor Joshua Vick, un médico de Carolina del Norte). La empresa también es conocida por producir y vender MER 29, un fármaco hipolipemiante que fue promocionado entre los médicos y vendido a cientos de miles de pacientes, a pesar de que las pruebas preliminares indicaban que podía causar graves lesiones, desde problemas cutáneos hasta cataratas no reversibles. Más de 1500 pacientes iniciaron juicios, durante los cuales se demostró que la empresa no solo sabía que el medicamento era peligroso, sino que algunos funcionarios falsificaron informes a la FDA para obtener la aprobación para el producto.

### Talidomida
Uno de los incidentes más conocidos de Richardson-Merrell giró en torno a sus esfuerzos por introducir la talidomida al mercado de los Estados Unidos en los años 1950 y 1960 bajo el nombre comercial «Kevadon». La droga fue muy popular en Europa como un sedante y antiemético para las mujeres embarazadas. Richardson-Merrell presentó su solicitud de nuevo fármaco a la Food and Drug Administration en junio de 1960. Durante el proceso de solicitud, la Richardson-Merrell presionó fuertemente a la FDA para que la droga fuera aprobada rápidamente y distribuyó 2,5 millones de comprimidos de talidomida a 1 200 médicos estadounidenses en el entendimiento de que la droga estaba bajo «investigación», una laguna en la comercialización que en ese entonces no estaba prohibida por la normativa vigente. Cerca de 20 000 pacientes recibieron los comprimidos. La farmacóloga encargada de la revisión del producto, Frances Oldham Kelsey, que se había unido a la FDA solo un mes antes de la llegada de la aplicación, desestimó en repetidas ocasiones las peticiones de la compañía para obtener el permiso de comercialización de la droga, alegando que el número de estudios realizados era insuficiente para establecer los riesgos. Cuando los estudios revelaron que 10 000 niños en todo el mundo habían nacido con defectos congénitos graves causados por la talidomida, Merrell retiró su aplicación y se apresuró a recuperar los comprimidos no consumidos de los consultorios médicos de todo el país. Finalmente, 17 niños en los Estados Unidos nacieron con defectos. Por haber denegado la solicitud a pesar de la presión de Richardson-Merrell, Kelsey finalmente recibió el President's Award for Distinguished Federal Civilian Service (Premio del Presidente para el Servicio Civil Federal Distinguido) en 1962, que le fue entregado durante una ceremonia por el presidente John F. Kennedy.

### Merrell Dow Pharmaceuticals
Dow Chemical adquirió participación mayoritaria de la compañía Richardson-Merrell en 1980 y la compañía se convirtió en Merrell Dow Pharmaceuticals. La marca Vicks (junto con el nombre de Richardson) se separó a Procter & Gamble.

### Marion Merrell Dow
En 1989, Dow Chemical adquirió el 67 por ciento de los Laboratorios Marion, que pasó a llamarse Marion Merrell Dow. Entre los productos que Merrell Dow presentó para ser comercializados en breve estaban Seldane, Lorelco, Nicorette y Cepacol. La fusión fue considerado un buen ajuste debido la sólida fuerza de ventas de los laboratorios Marion y las fuertes capacidades de desarrollo en investigación de Dow Merrell. Marion superaba a todas las compañías farmacéuticas de otras poblaciones por dos veces y media, y tuvo las ventas más altas y el mayor beneficio por empleado que cualquier otra empresa que cotizara en la Bolsa de Nueva York. La oferta inicial de Dow fue de 38 dólares por acción en efectivo, o 2 200 millones por el 39 por ciento de los 150 millones de acciones con opción para aumentar la participación a 67 por ciento en 1992. La oferta convirtió en millonarios a 300 de los empleados de Marion. El acuerdo dio lugar a la quinta compañía farmacéutica más grande en los Estados Unidos en términos de ventas.

### Laboratorios Marion
Ewing Kauffman, un exvendedor de productos farmacéuticos de Kansas City, Misuri, fundó la compañía en 1950 en el sótano de su casa, para vender suplementos de calcio fabricados a partir de conchas de ostra machacadas que fabricaba ahí mismo y comenzó con un capital de 4 000 dólares. Kauffman diría más tarde que usó su segundo apellido para la empresa para evitar la impresión de que se trataba de la operación de una sola persona. La empresa despegó rápidamente. Con la expansión, Kauffman ofreció a sus empleados opciones sobre acciones y participación en los beneficios. En lugar de investigar para crear nuevos productos, la empresa adoptó la política de comprar los productos descubiertos por otras empresas y reformularlos para su lanzamiento al mercado. En 1964 se incorporó formalmente Marion Laboratories, Inc.

### Hoechst Marion Roussel
En 1995, Hoechst AG de Alemania anunció sus planes para comprar Dow, aumentó 71 por ciento la cuota de 25,75 por acción o 7 100 millones de dólares, lo que representaba una ganancia de entre 4 y 5 millones de dólares para Dow. Hoechst también compró otras acciones en circulación. El acuerdo creó al segundo fabricante de medicamentos más grande del mundo en ese momento (detrás de Glaxo Wellcome y por delante de Merck & Company). La nueva compañía farmacéutica de Hoechst se convirtió en Hoechst Marion Roussel y mantuvo su sede central de América del Norte en Kansas City.

### Sanofi-Aventis
Hoechst, más tarde pasó a formar parte de la empresa de productos farmacéuticos y pruebas de laboratorio Aventis en 1999 y, posteriormente, parte de la multinacional farmacéutica Sanofi-Aventis. Sanofi-Aventis vendió la planta original de Laboratorios Marion en Kansas City, Cerner Corporation compró las oficinas en 2006. En agosto de 2009 la compañía anunció sus planes de cerrar por completo las instalaciones restantes.